# Transatlantis
Pour plus de détails, voir Fiche technique et Distribution.
Transatlantis est un film allemand réalisé par Christian Wagner, sorti en 1995.

## Synopsis
Le professeur Neuffer fait un voyage imaginaire vers la cité mythique de l'Atlantide.

## Fiche technique
- Titre : Transatlantis
- Réalisation : Christian Wagner
- Scénario : Christian Wagner
- Musique : Florian Ernst Müller
- Photographie : Thomas Mauch
- Montage : Peter Przygodda
- Production : Christian Granderath et Christian Wagner
- Société de production : Arte et Christian Wagner Filmproduktion
- Pays :  Allemagne
- Genre : Drame
- Durée : 116 minutes
- Dates de sortie : 
  -  Allemagne : 14 février 1995

## Distribution
- Daniel Olbrychski : Neuffer
- Birgit Aurell : Nele
- Jörg Hube : Brack
- Malgorzata Gebel : Solveig
- Otto Grünmandl : Rubacher
- Rolf Illig : Dr. Hilbig
- Hubert Mulzer : Gäbeles Hans
- Guenter Burger : Branko Ristic

## Distinctions
Le film a été présenté en sélection officielle en compétition lors de Berlinale 1995.